# 国鉄5830形蒸気機関車

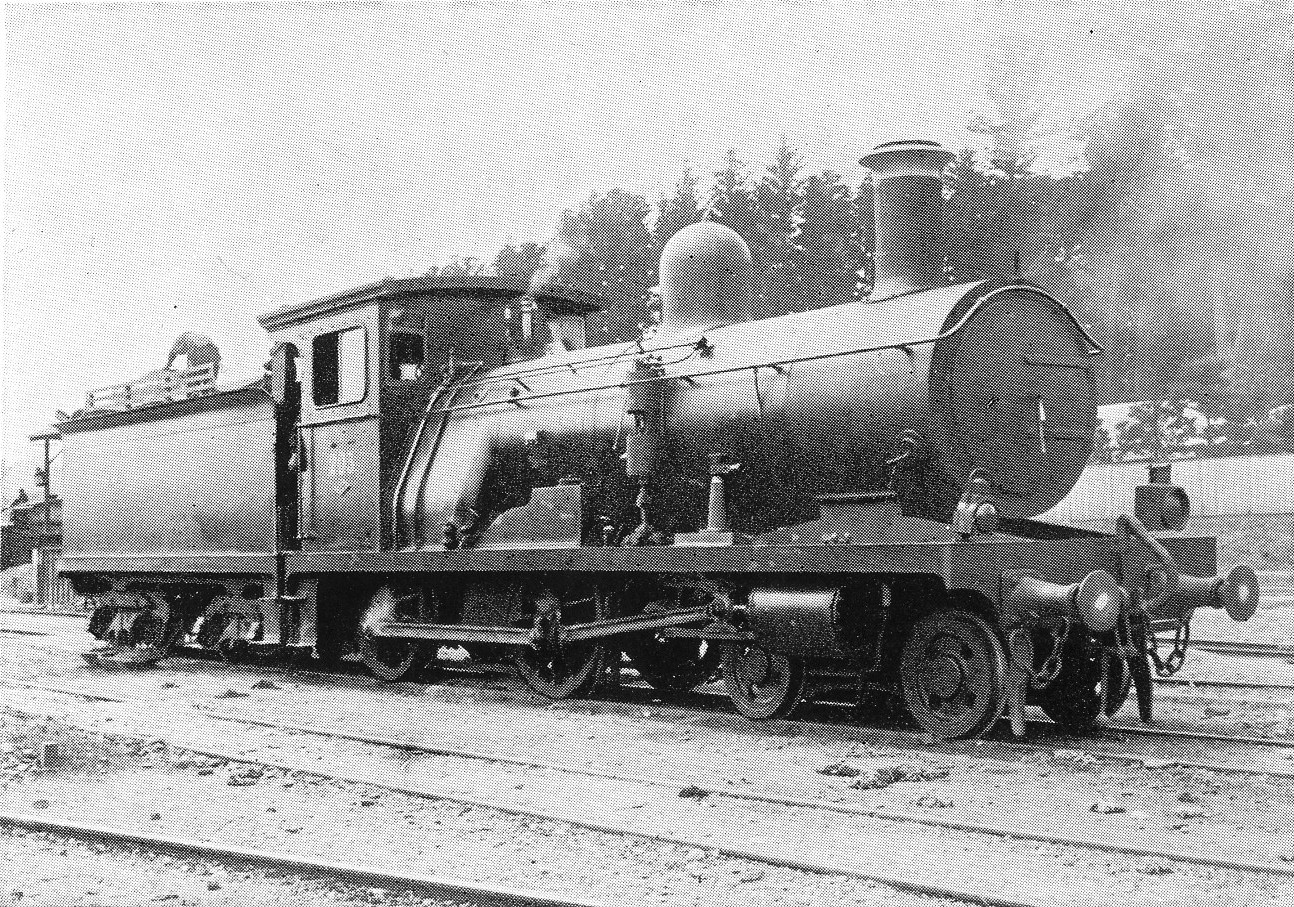
日本鉄道 205（後の鉄道院 5830）

5830形は、かつて日本国有鉄道の前身である鉄道院・鉄道省に在籍したテンダ式蒸気機関車である。

## 概要
元は、日本鉄道が1898年（明治31年）にイギリスのダブスから2両（製造番号3657, 3658）を輸入した、車軸配置4-4-0(2B)のテンダ機関車で、Dbt2/4形(205, 206)と称された。この車軸配置の機関車としては、非常に特異な構造を持ち、常磐炭田産の低質炭を燃料とするため、ウッテン式に近い広火室と燃焼室が採用され、ボイラーの伝熱面積と火格子面積の比が非常に小さい。この火室を避けるため、第1・第2動輪間距離はPbt2/4形（後の鉄道院5500形）と比べて203mm延長されている。同時期に導入された車軸配置4-6-2(2C1)のDb3/6形タンク機関車（後の鉄道院3800形）とは、系列設計である。
炭水車は、当時のイギリス製機関車としては珍しいダブルボギーの4軸形で、石炭の積載量は5.5t、水の積載量は13.6m3と非常に大きくとられている。これは、低質炭を燃料とすることから燃費が悪く、大量に積載する必要があったためである。
国有化後の1915年（大正4年）には、盛岡工場で火室の奥行と幅を小さくする改造が行われて、燃焼室も撤去された。同時にシリンダ径を小さくし、使用する蒸気圧力も増大された。全国で良質な瀝青炭が燃料として使用されることとなったため、本形式のような経済性の悪い機関車は必要なくなり、1922年（大正11年）7月に2両とも廃車解体された。配置は一貫して原ノ町であった。

## 主要諸元
- 全長：16,267mm
- 全高：3,734mm
- 全幅：2,413mm
- 軌間：1,067mm
- 車軸配置：4-4-0(2B)
- 動輪直径：1,372mm
- 弁装置：スチーブンソン式
- シリンダー（直径×行程）：432mm×584mm → 406mm×584mm
- ボイラー圧力：11.2kg/cm2 → 12.7kg/cm2
- 火格子面積：2.42m2 → 1.57m2
- 全伝熱面積：88.1m2 → 94.6m2
  - 煙管蒸発伝熱面積：79.4m2 → 89.0m2
  - 火室蒸発伝熱面積：8.6m2 → 5.6m2
- ボイラー水容量：3.1m3 → 3.5m3
- 小煙管（直径×長サ×数）：44.5mm×3,124mm×182本 → 50.8mm×36,80mm×150本
- 機関車運転整備重量：39.73t → 40.06t
- 機関車空車重量：36.27t
- 機関車動輪上重量（運転整備時）：26.33t → 26.65t
- 機関車動輪軸重（第1動輪上）：13.29t → 13.45t
- 炭水車重量（運転整備）：30.19t → 29.71t
- 炭水車重量（空車）：14.34t
- 水タンク容量：13.64m3 → 13.61m3
- 燃料積載量：5.49t
- 機関車性能
  - シリンダ引張力：7,560kg → 7,440kg
- ブレーキ装置：手ブレーキ、真空ブレーキ